# ویلفرد بارکس
ویلفرد بارکس (انگلیسی: Wilfred Barks؛ 6 October 1907 – ۱۹۶۸ (۵۹−۶۰ سال)) بازیکن فوتبال بود.
از باشگاه‌هایی که در آن بازی کرده‌است می‌توان به باشگاه فوتبال منزفیلد تاون اشاره کرد.